# Радничка партија (Бразил)
Радничка партија (порт. Partido dos Trabalhadores) је политичка партија левог центра у Бразилу. Основана 1980, данас је један од највећих и најважнијих левичарских покрета у Латинској Америци. Од парламентарних избора 2010, Радничка партија је највећа партија у заступничком дому Бразила.
Најзначајнији члан партије је Луис Инасију Лула да Силва, бивши бразилски председник. Тренутна председника Бразила, Дилма Русев, такође је чланица Радничке партије.
Иако делом њеног програма никад није био комунизам (основана је у време диктатуре 1980. када су комунистичке партије биле забрањене), Радничка партија је један од највећих заговорника Кубе и противи се ембаргу који су САД наметнуле острву.
Највећи супарник на левици јој је Партија бразилске социјалдемократије.